# Maciej Żurawski
Maciej Stanisław Żurawski (* 12. září 1976, Poznaň) je bývalý polský fotbalový útočník a reprezentant. Polsko reprezentoval na Mistrovství světa v letech 2002 a 2006 a na Mistrovství Evropy 2008.

## Reprezentační kariéra
Żurawski byl povoláván na kvalifikační zápasy pro Mistrovství Evropy v roce 2008 a pomohl opanovat tabulku skupiny před druhým Portugalskem a jiným dalším účastníkem posledního světového mistrovství, Srbskem. Postup zajistila výhra 1:0 nad Arménií, proti které vstřelil gól právě Żurawski.
Polsko tímto postoupilo na své páté „EURO“ po sobě.
Na finálovém turnaji působil v roli kapitána.
V přípravném zápasu proti Albánii rozhodl jediným gólem o výhře 1:0. Tento gól byl navíc 1200. jubilejním gólem polské reprezentace na mezinárodní scéně.

## Úspěchy

### Klubové
Wisla Krakov
- 5× vítěz polské ligy Ekstraklasy: 2000/01, 2002/03, 2003/04, 2004/05, 2010/11
- 2× vítěz Polského pohár: 2001/02, 2002/03
- 2× vítěz Polského superpoháru: 2000/01, 2001/02

Celtic FC
- 3× vítěz Scottish Premiership: 2005/06, 2006/07, 2007/08
- 1× vítěz Scottish Cup: 2006/07
- 1× vítěz Scottish League Cup: 2005/06

Omonia Nicosia
- 1× vítěz kyperské ligy A' katigoría: 2009/10

### Individuální
- 2× nejlepší střelec polské Ekstraklasy: 2001/02 (21 gólů), 2003/04 (20 gólů)[1]
- 1× Polský fotbalista roku: 2002[1]